# Rødvin
Rødvin er en rød vin, der fremstilles af hovedsageligt blå vindruer.
I rødvin gærer skallerne med under processen, og det er her, de virksomme stoffer er. Forskning har vist, at et moderat indtag af rødvin gavner helbredet. Det skyldes både alkoholen og indholdet af polyfenoler, der er antioxidanter.
Rødvine sorteres i mange kategorier. Fx er betegnelsen Vin de pays d'oc en fransk landvin. For at regulere prisen på vin i flasker fyldes en begrænset mængde på flasker og resten på kartoner som BIB (Bag-In-Box) på tre eller fem liter.[kilde mangler]
Rødvin er danskernes foretrukne vin. 75% drikker rødvin. Af andre vintyper kan nævnes rosé (lavet på blå druer, hvor skallerne bliver sorteret fra tidligt i gæringsprocessen), hvidvin (lavet på grønne druer eller afskallede blå druer) og mousserende vin (oftest hvidvin med brus, f.eks. champagne fra Reims).
Rødvinene kommer fra:
| - Algier - Argentina - Australien - Chile - Danmark - Frankrig - Italien | - Libanon - Spanien - Tjekkiet - Tyskland - Sydafrika - Ungarn - USA |

## Andre vin typer
- Hvidvin, lavet på grønne druer eller afskallede blå druer.
- Rosévin, lavet på blå druer, hvor skallerne bliver sorteret fra tidligt i gæringsprocessen eller rosévin kan også laves på rosévins drue sorter.
- Mousserende vin, hvidvin med brus. Champagne fra Reims.
- Hedvin, vin med højere alkoholindhold end de øvrige typer.
- Isvin, vin med karakteristisk sød smag og lavt alkoholindhold.
- Dessertvin, er søde vine, der typisk serveres til en dessert.

Typerne har så forskellige egenskaber, at de i praksis betragtes som forskellige drikke.